# جين فريز
جين فريز (بالإنجليزية: Gene Freese) هو لاعب كرة قاعدة أمريكي، ولد في 8 يناير 1934 في ويلينغ في الولايات المتحدة، وتوفي في 18 يونيو 2013 في ميتايري في الولايات المتحدة.

## وصلات خارجية
- جين فريز على موقع دوري كرة القاعدة الرئيسي (الإنجليزية)
- جين فريز على موقعبيزبول رفرنس.كوم (الدوري الرئيسي) (الإنجليزية)
- جين فريز على موقعبيزبول رفرنس.كوم (الدوري الثانوي) (الإنجليزية)
- جين فريز على موقع إي إس بي إن.كوم (أم.أل.بي) (الإنجليزية)
- جين فريز على موقع مشجعي الرسوم البيانية (الإنجليزية)